# ラヴィース
ラヴィース（イタリア語: Lavis）は、イタリア共和国トレンティーノ＝アルト・アディジェ州トレント自治県にある、人口約9,100人の基礎自治体（コムーネ）。

## 地理

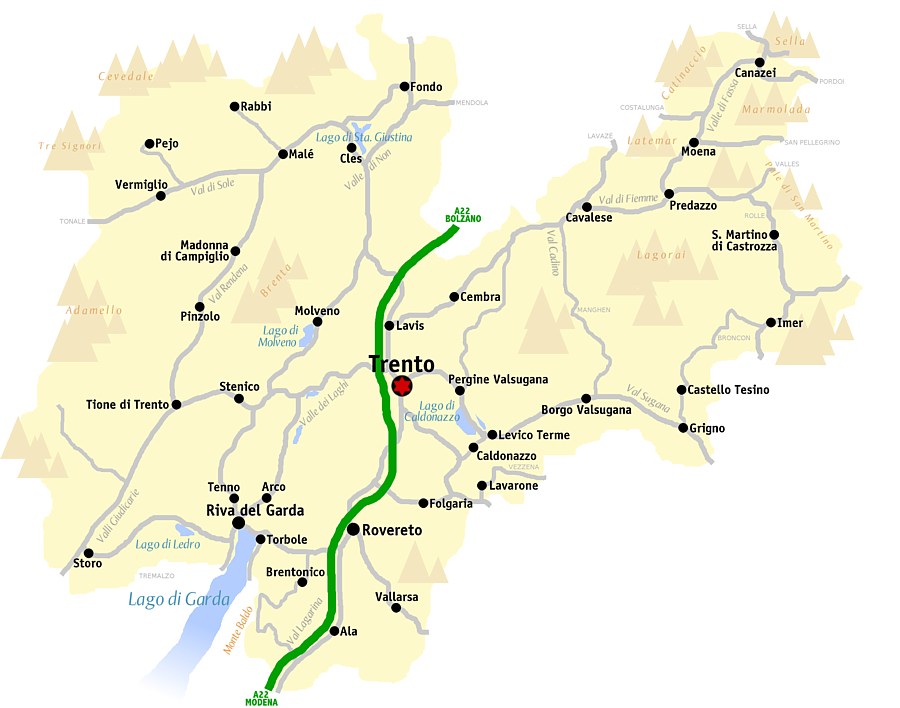
トレント県概略図

### 位置・広がり
トレント自治県北部に位置するコムーネ。県都トレントから北へ7km、州都ボルツァーノから南南西へ44kmの距離にある。

#### 隣接コムーネ
隣接するコムーネは以下の通り。
| - ジョーヴォ - サン・ミケーレ・アッラーディジェ - トレント - テッレ・ダーディジェ (ナーヴェ・サン・ロッコ、ザンバーナ) - ヴァッレラーギ (テルラーゴ) |

## 行政

### 分離集落
ラヴィースには、以下の分離集落（フラツィオーネ）がある。
- Pressano, Sorni, Nave San Felice

### Comunita di valle
トレント自治県が設置した広域行政組織 Comunita di valle 「ロタリアーナ＝ケーニヒスベルク」 (it:Comunita Rotaliana-Konigsberg)  （事務所所在地: メッツォコローナ）に属する。

## 住民

### 言語
| 少数言語話者の割合（2011年） | 少数言語話者の割合（2011年） | 少数言語話者の割合（2011年） | 少数言語話者の割合（2011年） | 少数言語話者の割合（2011年） |
| ---------------------------- | ---------------------------- | ---------------------------- | ---------------------------- | ---------------------------- |
|                              |                              |                              |                              |                              |
| ラディン語                   | ラディン語                   |                              | 0.2%                         | 0.2%                         |
| モケーニ語                   | モケーニ語                   |                              | 0.1%                         | 0.1%                         |
| チンブロ語                   | チンブロ語                   |                              | 0.1%                         | 0.1%                         |

2011年10月9日に行われた国勢調査によれば、ラディン語話者、チンブロ語話者、モケーニ語話者がそれぞれ若干いる。